# 가시노토리네세
가시노토리네세(이탈리아어: Gassino Torinese)는 이탈리아 피에몬테주의 토리노 광역시에 있는 코무네로, 토리노에서 북동쪽으로 약 12km(7mi) 정도 떨어져 있다.
가시노토리네세는 세티모토리네세, 산라파엘레치메나, 리발바, 카스틸리오네토리네세, 시올체, 파바롤로, 몬탈도토리네세와 접해 있다.